# Джураев, Сахоб Тошпулатович
Сахо́б Тошпула́тович Джура́ев (узб. Saxob Toshpo'latovich Jo'raev; 19 января 1987, Джизак, Узбекская ССР) — узбекский футболист, защитник.

## Клубная карьера
Воспитанник ДЮСШ МХСК. Начал свою карьеру в ташкентском «Локомотиве» в 2005 году. В 2007 году перешёл в «Курувчи» (через год клуб сменил название на «Бунёдкор»). В составе этого клуба провёл восемь сезонов, пять раз становился чемпионом Узбекистана, четыре раза выигрывал Кубок Узбекистана, один раз — Суперкубок Узбекистана. Летом 2014 года вернулся в «Локомотив», где провёл лишь несколько месяцев. В 2015 году выступал за АГМК. В начале 2016 года заключил контракт с клубом «Актепа», который вскоре был расторгнут, после чего завершил игровую карьеру, занялся бизнесом и стал учиться на тренера.

## Выступления в сборной
В национальной сборной Узбекистана дебютировал 22 декабря 2007 года в товарищеском матче с командой Таиланда. В составе сборной играл на Кубке Азии 2011 года, где его команда заняла четвёртое место. Последний свой матч за сборную провёл 29 января 2012 году с командой ОАЭ. Всего за сборную Узбекистана сыграл 23 матча, голов не забивал.